# Super Cat
Super Cat, pseudonimo di William Maragh (Kingston, 25 giugno 1963), è un cantante, disc jockey reggae giamaicano.

## Biografia
Nasce nel ghetto di Kingston, in una zona dove sono nati tra gli altri U-Roy e Prince Jazzbo, si interessa presto alla musica e già dall'adolescenza gira la Giamaica collaborando a diversi Sound System con lo pseudonimo di "Cat-a-Rock". Il soprannome viene poi cambiato in "Super Cat" e affiancato a "Wild Apache". Realizza il suo debutto discografico nel 1981 con il singolo Mr. Walker, per il produttore Winston Riley; il primo brano è presto seguito da numerosi singoli con diversi produttori dell'isola, fino ad arrivare all'album di debutto Si Boops Deh, del 1985 per l'etichetta Techniques. L'album successivo è Boops per la Skengdon, ma l'artista viene deluso dall'inclinazione troppo commerciale delle case discografiche giamaicane e decide di fondarne una, la Wild Apache Productions. Nel 1988 arriva il primo album della nuova etichetta, Sweets for My Sweet, a cui collaborano Nicodemus e Junior Demus, che formano con Super Cat il primo album realizzato insieme da tre disc-jockey giamaicani nella storia della dancehall, Cabin Stabbin'.
Visto il successo ottenuto in patria Super Cat si sposta a New York, per tentare di entrare nel music-business statunitense. Lì firma per la Columbia Records e pubblica una traccia, Nuff Man a Dead, per la compilation Dancehall Reggaespanol, nel 1992 realizza uno dei primi album dancehall per una major, l'acclamato Don Dada; l'album gli consente di fare numerose ospitate in tv e radio, e la rivista The Source lo nomina "artista dancehall dell'anno" per il 1993. L'anno successivo si riunisce con Nicodemus e Junior Demus, aggiunge al gruppo Junior Cat e pubblica un nuovo album, The Good, the Bad, the Ugly & the Crazy, nel 1995 realizza l'ultimo disco, Struggle Continues, che contiene il brano Forgive Me Jah scritta con Jerry Leiber e Artie Butler.

## Discografia
- 1985 - Si Boops Deh
- 1986 - Boops
- 1988 - Sweets for My Sweet
- 1988 - Cabin Stabbin'
- 1992 - Don Dada
- 1994 - The Good, the Bad, the Ugly & the Crazy
- 1995 - Struggle Continues